# Dismetria
Dismetria é o erro ao apontar (ausência de noção temporal e espacial). Comum em diversas doenças neurológicas com dano ao Sistema Nervoso.